# Тарнув-Гродковський
Тарнув-Гродковський (пол. Tarnów Grodkowski, нім. Tharnau bei Grottkau) — село в Польщі, у гміні Гродкув Бжезького повіту Опольського воєводства. Населення — 499 осіб (2011).

## Демографія
Демографічна структура станом на 31 березня 2011 року:
|          | Загалом | Допрацездатний вік | Працездатний вік | Постпрацездатний вік |
| -------- | ------- | ------------------ | ---------------- | -------------------- |
| Чоловіки | 252     | 61                 | 176              | 15                   |
| Жінки    | 247     | 59                 | 149              | 39                   |
| Разом    | 499     | 120                | 325              | 54                   |